# Scrobigera eudamoides
Scrobigera eudamoides är en fjärilsart som beskrevs av Butler 1875. Scrobigera eudamoides ingår i släktet Scrobigera och familjen nattflyn. Inga underarter finns listade.